# 重龍天主堂
重龍天主堂，又稱資中天主堂，位於四川省內江市資中縣，屬天主教叙府教區，文物遺址年代判定為1911年。2012年7月16日公佈為第八批四川省文物保護單位。

## 建築
重龍天主堂位於四川省內江市資中縣重龍鎮七賢街，建於民國元年(1912)。建築坐北朝南，現存朝門、經堂、西北側平房、樓房。經堂為磚石結構，穹窿屋頂、哥特式，進深26.4米，面闊13.7米，建築面積361.68平方米，內有16根梅花形石柱，是一座融合了中西建築風格獨具特色的宗教建築。重龍天主堂是資中天主教發展興衰的歷史見證，具有較高的歷史價值。1988年，重龍天主堂被資中縣人民政府公佈為縣級文物保護單位。